# Campeonato de Oceanía de Judo de 1973
El IV Campeonato de Oceanía de Judo se celebró en Sídney (Australia) en 1973 bajo la organización de la Unión de Judo de Oceanía.
En total se disputaron seis pruebas diferentes, todas ellas en la categoría masculina.

## Resultados

### Masculino
| Evento            | Oro                           | Plata                    | Bronce                                           |
| ----------------- | ----------------------------- | ------------------------ | ------------------------------------------------ |
| –63 kg            | M. Sinclair Australia         | Robin Moffitt Australia  | Andrew Fleming Australia                         |
| –70 kg            | Douglas Churchill Australia   | Lyle Emmens Australia    | Gary Manly Australia R. Dawson Australia         |
| –80 kg            | Rick Littlewood Nueva Zelanda | Bill Broadhead Australia | Alex Bijkerk Australia                           |
| –93 kg            | Barry Johnson Australia       | Gary Ward Australia      | Trevor Kschammer Australia                       |
| +93 kg            | Onno Boelee Nueva Zelanda     | Lou Scholer Australia    | Hans van Duyn Nueva Zelanda S. Charles Australia |
| Categoría abierta | Barry Johnson Australia       | Lou Scholer Australia    | Alex Bijkerk Australia                           |

## Medallero
| Núm. | País          | Oro | Plata | Bronce | Total |
| ---- | ------------- | --- | ----- | ------ | ----- |
| 1    | Australia     | 4   | 6     | 7      | 17    |
| 2    | Nueva Zelanda | 2   | 0     | 1      | 3     |
|      | TOTAL         | 6   | 6     | 8      | 20    |